# Abild Kirke
 For alternative betydninger, se Abild (flertydig). (Se også artikler, som begynder med Abild)
Abild Kirke er en kirke nær ved Tønder fra ca. 1200. Skibet blev dog nedrevet i 1709 og derefter genopbygget.

## Eksterne kilder og henvisninger
- Byggeår for kirker Arkiveret 14. august 2009 hos  Wayback Machine
- Abild Kirke hos KortTilKirken.dk
- Abild Kirke i bogværket Danmarks Kirker (udg. af Nationalmuseet)

- Wikimedia Commons har flere filer relateret til Abild Kirke